# Jaroslav Votruba (malíř)
Jaroslav Votruba (10. duben 1889 Uhříněves – 21. červenec 1971 Kežmarok, Slovensko) byl akademický malíř a grafik Vysokých Tater.

## Život
Jaroslav Votruba se narodil 10. dubna 1889 v Uhříněvsi (v tehdejším Rakousko-Uhersku, nyní součást Prahy v Česku) jako nejstarší syn manželů Vincence Votruby a Heleny Lukeslové. Studoval na císařsko-královské umělecko-průmyslové škole v Praze u profesora Jakuba Schikanedra. Poté působil jako středoškolský pedagog kreslení v Olomouci, Brně, Prostějově a od roku 1919 v Bratislavě, kde se usadil už natrvalo. Před první světovou válkou navštívil Halič, Německo, rakouské Alpy a Vídeň. V meziválečném období maloval i v Polsku a Jugoslávii. Za manželku si vzal Marii Zádrapovou, s níž měl dvě dcery Helenu a Jaroslavu. Zemřel 21. července 1971 v kežmarské nemocnici. Pohřben je v Tatranské Javorině.

## Tvorba a dílo
Před rokem 1918 se věnoval převážně grafické tvorbě, zejména dřevorytům, exlibris a novoročenkám. Svá díla vystavoval pravidelně od roku 1911. V roce 1917 vydal první grafickou sbírku "Haná". Zaměřil se na krajinomalbu. Po příjezdu do Bratislavy maloval její okolí a Malé Karpaty, později se věnoval výhradně už jen zobrazování Vysokých Tater, díky čemuž se stal známý jako "malíř krásy Vysokých Tater". V povědomí odborníků výtvarného umění a laické veřejnosti je vnímán jako malíř Tater, když se po roce 1936 zaměřil na zobrazení vysokohorské přírody. Byl typem krajináře-sběratele, který pracoval v sériích, vždy na jedno ústřední téma, přičemž usiloval o její dokumentární vyčerpání. Jeho hlavními malířskými technikami byly tempera a olejomalba, jež byly ovlivněny zejména impresionismem.
Stál u zrodu Umělecké besedy slovenské a Spolku Slovenských umělců, v nichž jako funkcionář vyvíjel živou aktivitu. Byl členem několika uměleckých spolků na Moravě a Slovensku (Sdružení výtvarných umělců moravských, Umělecká beseda slovenská a Spolek slovenských umělců), v jejichž rámci se podílel na přípravě několika výstav slovenských umělců na Slovensku a Moravě. Jeho poslední organizátorskou aktivitou jako jednatele SSU byla výstava slovenského umění v New Yorku v roce 1938.
Během Slovenského štátu se svými návrhy známek, bankovek a suvenýrů zapojoval do více grafických soutěží. Během celého života publikoval svá výtvarná díla i knižně, často doprovázené vlastním textem. Snažil se o kulturní a turistický rozvoj Vysokých Tater. Navrhoval založit v Tatrách galerii, zoologickou a botanickou zahradu a muzeum lidové kultury.
Kromě krajinářské malby a grafiky ztvárnil i lidovou architekturu Oravy a Spiše, slovenské hrady a zámky. Lidovými motivy vyzdobil fasády několika vil a domů, např. vila "Hanačka", vila architekta Juraje Tvarožka v bratislavském Starém Městě nebo rodný dům profesora Alojze Miškoviče v Jurgowě (dnes Polsko).

### Knižní dílo
- Nad Polský mořem. Nad slovanským Baltem. Malířovy dojmy. Bratislava: 1935.
- Klenotnice Jugoslávie. Bratislava: 1937.
- Tatry očima malíře. Dojmy napsané, nakreslené a namalované. Turčiansky Svätý Martin: 1944.
- Jaro ve Vysokých Tatrách. Dojmy - kresby - obrazy. Bratislava: 1947 (i anglická, francouzská a česká verze).
- Pamětní místa Slovenského národního povstání ve Vysokých Tatrách. Spoluautor L. Beňo. Martin: 1961.

## Galerie

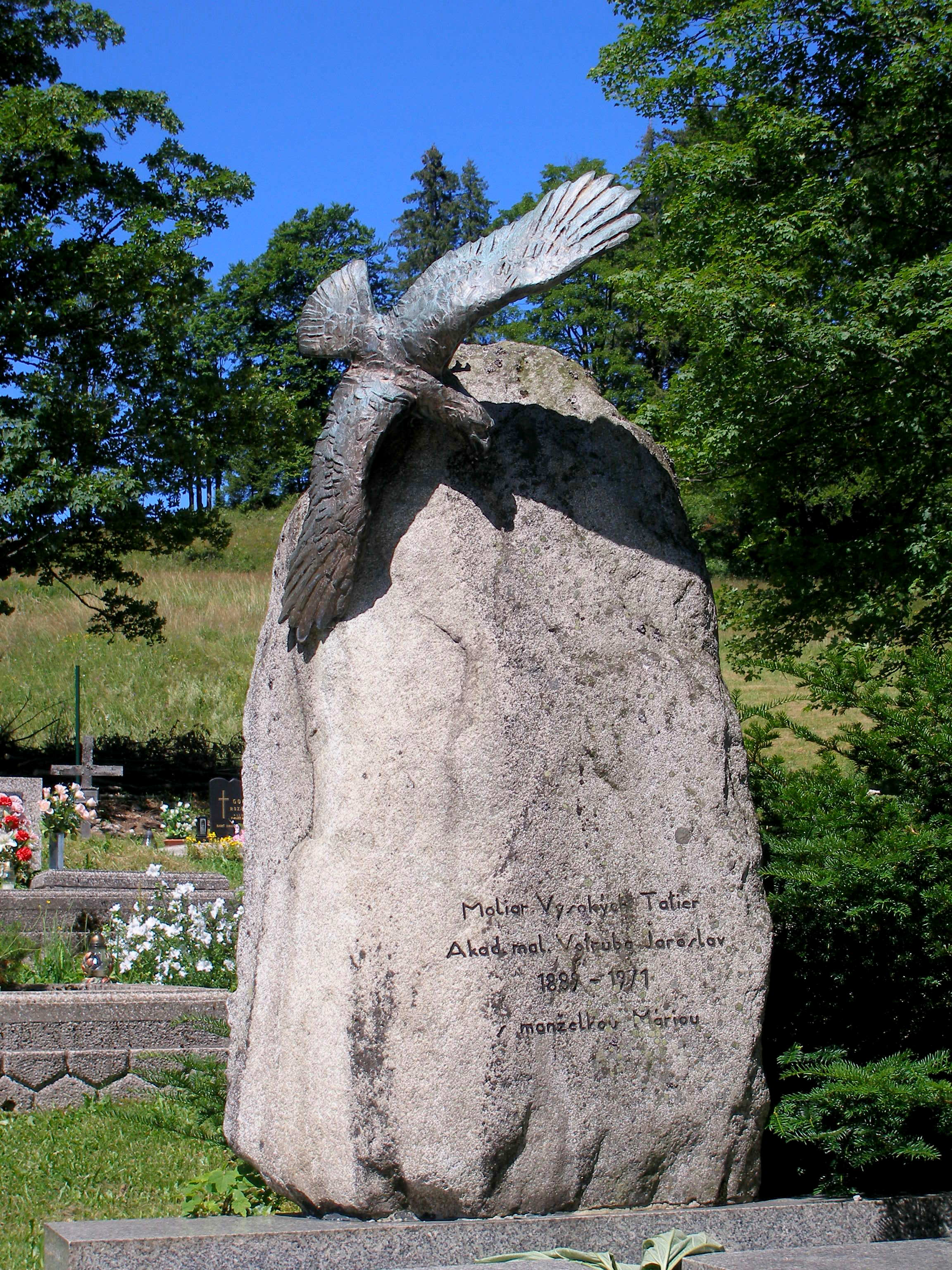
Pomník v podtatranské obci Tatranská Javorina
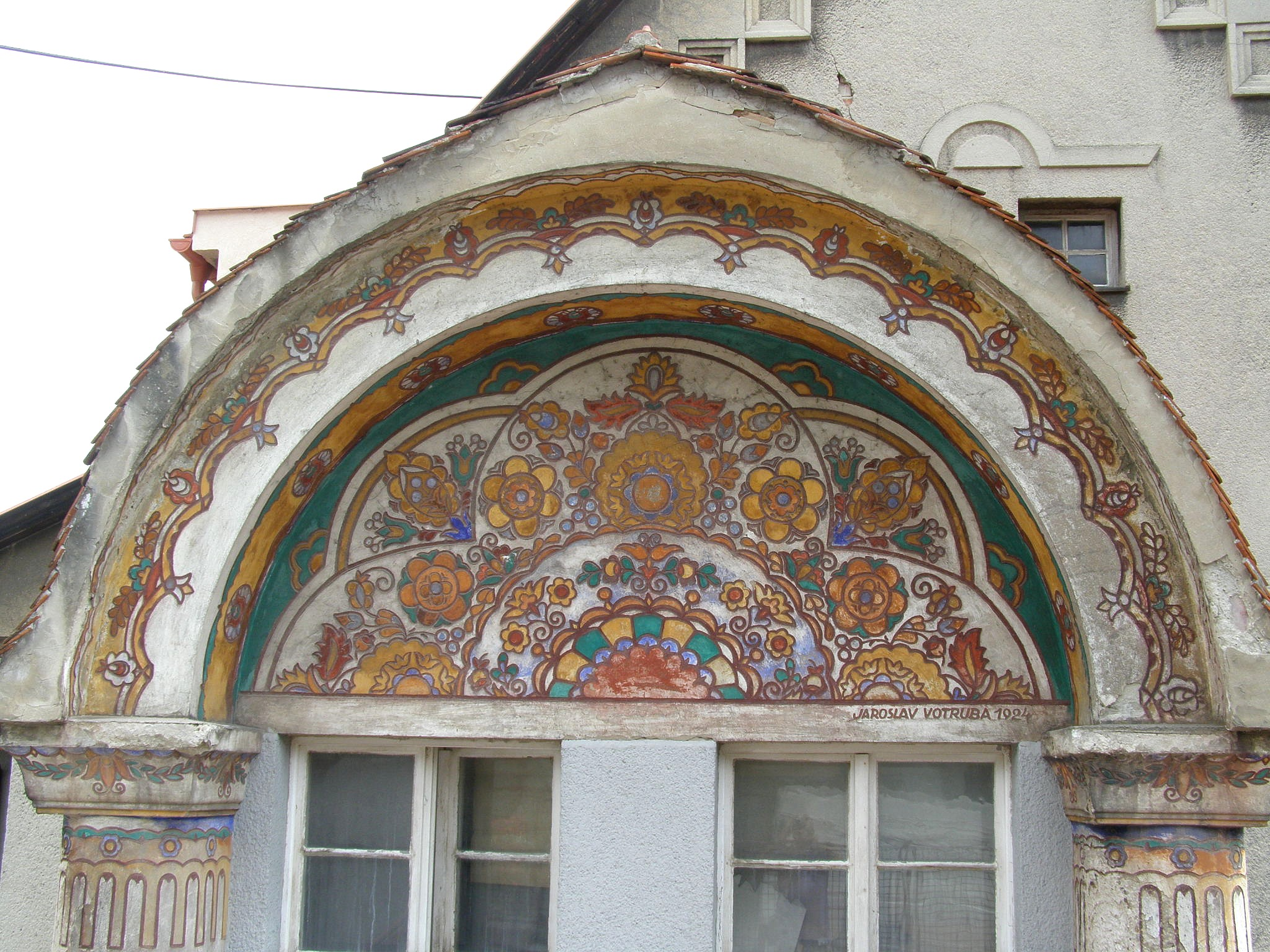
Bratislava, Tvarožkova ul. č. 4. Vchod do vily zdobí malba Jaroslava Votruby z roku 1924 s lidovým motivem.